# Проспект Александровской Фермы
Проспе́кт Алекса́ндровской Фе́рмы соединяет Невский и Фрунзенский районы Санкт-Петербурга, проходя от улицы Шелгунова до Софийской улицы. Улица пересекает железнодорожные пути московского направления по путепроводу в створе проспекта Александровской Фермы. После Софийской улицы на запад продолжается улицей Димитрова.

## История и достопримечательности
Ранее, в середине XIX века, в районе современного Обухово находилось село Александровское, в котором располагалась земледельческая ферма. К ней и вёл современный проспект Александровской Фермы.
Первое название проспекта — Преображенская дорога — известно с 1906 года. Дорога начиналась у современной улицы Бабушкина, пересекала железнодорожные пути по путепроводу и заканчивалась тупиком у входа на Кладбище Памяти жертв 9-го января (бывшее Преображенское кладбище).
В 1922 году дорогу переименовали в Большой проспект Александровской Фермы, а в 1934 году название сократили до современного.
В 1960-х годах проспект был продлён до Софийской улицы.
В 1999 году путепровод над железной дорогой был признан аварийным и в 2000 году разобран; проспект оказался разделён на две несвязанные части.
В 2007—2008 годах осуществлялось строительство нового путепровода; одновременно в сторону проспекта Александровской Фермы начали продлевать улицу Димитрова. 3 августа 2008 года было открыто движение по новому путепроводу, а 6 ноября того же года — по новому участку улицы Димитрова.

### Список достопримечательностей
| Номер дома                    | Описание                                           | Архитектор   | Постройка | Иллюстрация | Координаты |
| ----------------------------- | -------------------------------------------------- | ------------ | --------- | ----------- | ---------- |
| № 6, № 8                      | Объединение «Цветы»                                |              |           |             |            |
| № 66а                         | Преображенское еврейское кладбище                  |              | 1875      |             |            |
| № 66а                         | Молитвенный дом омовения                           | Я. Г. Гевирц | 1908-1912 |             |            |
| № 66а                         | Служебный дом на Преображенском еврейском кладбище | Я. Г. Гевирц | 1911-1912 |             |            |
| № 17                          | АТП «Ленагроторанс»                                |              |           |             |            |
| № 19                          | Пожарная часть № 25                                |              |           |             |            |
| за № 19                       | путепровод Александровской Фермы                   |              |           |             |            |
| проспект 9-го Января, дом № 4 | Кладбище Памяти жертв 9-го января                  |              |           |             |            |
| проспект 9-го Января, дом № 4 | Покровская старообрядческая церковь                |              |           |             |            |
| проспект 9-го Января, дом № 4 | Памятник Жертвам 9 января 1905 года                |              |           |             |            |
| № 29                          | Обуховский завод строительных конструкций          |              |           |             |            |

## Примыкает или пересекает
- Мариупольская площадь с улицами Шелгунова и Бабушкина;
- Антокольский переулок;
- улица Седова;
- Преображенский переулок;
- Белевский проспект;
- Софийская улица.